# نادي سيبيو لكرة السلة
نادي سيبيو لكرة السلة (بالرومانية: CSU Atlassib Sibiu)‏ هو فريق كرة سلة روماني للمحترفين تأسس في سنة 1971 يقع مقره في سيبيو، رومانيا. ينافس في الدوري الروماني لكرة السلة.

## الإنجازات
- الدوري الروماني لكرة السلة (2):
  - 1995، 1999

## وصلات خارجية
- الموقع الرسمي